# Mykenisches Griechisch
| Übersicht: Griechische Sprache (siehe auch: Griechisches Alphabet) |
| Urgriechisch (ca. 2000 v. Chr.) |
| Mykenisch (ca. 1600–1100 v. Chr.) |
| Altgriechisch (ca. 800–300 v. Chr.) Dialekte: Äolisch, Arkadisch-Kyprisch, Attisch, Dorisch, Ionisch                                                                               |
| Koine (ca. 300 v. Chr. – 600 n. Chr.) Variante: Neutestamentliches Griechisch |
| Mittelgriechisch (ca. 600–1500) |
| Neugriechisch (seit ca. 1500) Heutige Amtssprache Volkssprache: Dimotiki Bildungssprache: Katharevousa Dialekte: Griko, Jevanisch, Kappadokisch, Pontisch, Tsakonisch, Zypriotisch |

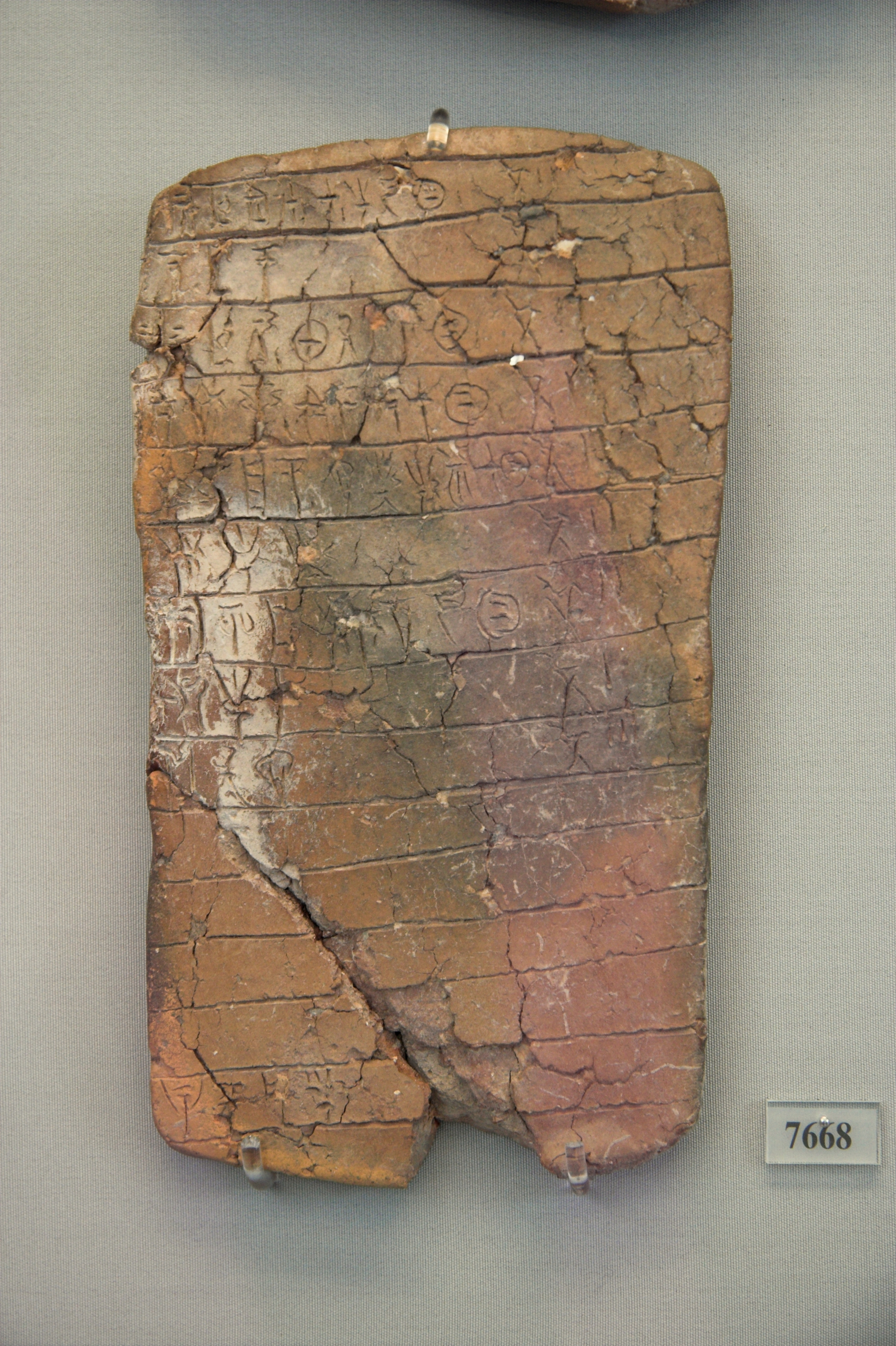
Mykenische Tontafel

Mykenisches Griechisch ist die älteste dokumentierte Form der griechischen Sprache. Sie wurde während der mykenischen Ära, d. h. zwischen dem 16. und 11. Jahrhundert v. Chr. auf dem griechischen Festland und – nach dessen Eroberung im 15. Jahrhundert v. Chr. – auf Kreta gesprochen. Überliefert ist sie durch Inschriften in der Silbenschrift Linear B, hauptsächlich auf Tontafeln aus den Palastarchiven von Knossos, Pylos (s. Palast des Nestor) und anderen mykenischen Palastzentren.

## Die Linearschrift B
Das mykenische Griechisch ist erst seit 1952 bekannt. Die Linear-B-Tafeln wurden bereits Anfang des 20. Jahrhunderts entdeckt, konnten aber lange nicht gelesen werden, und es war nicht bekannt, in welcher Sprache die Texte verfasst waren. Neben zahlreichen Spekulationen ging man, da die meisten Tafeln auf Kreta gefunden wurden, davon aus, dass es sich um die vermutlich vorindogermanische Sprache der Minoer handelte. Erst als Michael Ventris und John Chadwick die Linearschrift B entzifferten, zeigte sich, dass es sich um eine frühe Form des Griechischen handelte.
Die Kenntnis des mykenischen Griechisch ist aufgrund des Charakters der überlieferten Texte beschränkt. Bei den Tontäfelchen handelt es sich hauptsächlich um Inventarlisten und andere Notizen zu wirtschaftlichen und Verwaltungszwecken. Literarische oder sonstige Prosatexte sind nicht überliefert.

## Das Textkorpus
Das mykenische Textkorpus ist überwiegend auf Tontafeln (auch Tonetiketten und Tonklümpchen) überliefert (ca. 5730); die übrigen Inschriften sind auf Tonvasenscherben (ca. 170), auf Elfenbein (1) und auf Kieselstein (1). Es ist an sechzehn verschiedenen Örtlichkeiten Griechenlands gefunden worden:
1. auf der Insel Kreta in Knossos, Mallia, Armeni, Chania und Mamelouko
2. auf der Peloponnes in Pylos, Mykene, Tiryns, Midea, Agios Vasilios[1] (südlich von Sparta) und Olympia
3. in Mittelgriechenland in Eleusis, Theben, Orchomenos, Gla, Kreusis, Medeon und Dimini

Die bedeutendsten Fundorte sind:
1. Knossos KN, ca. 4360 Tafeln (myk. ko-no-so (𐀒𐀜𐀰) Knōsos)
2. Pylos PY, 1087 Tafeln (myk. pu-ro (𐀢𐀫) Pulos)
3. Theben TH, 337 Tafeln (myk. te-qa (𐀳𐀣) Thēgwai)
4. Mykene MY, 73 Tafeln
5. Agios Vasilios in Lakonien, bisher über 40 Tafeln[2]
6. Tiryns TI, 27 Tafeln
7. Chania KH, 4 Tafeln (myk. ku-do-ni-ja (𐀓𐀈𐀛𐀊) Kudōnia)

Bei den Tontafeln werden nach der Form zwei Arten unterschieden:
1. Kleinere Täfelchen, die nach ihrer Form 'Palmblatttafel' genannt werden,
2. Größere, rechteckige Täfelchen, die nach ihrer Form 'Seitentafel' genannt werden.

## Die Orthographie und Phonologie
Die Linearschrift B ist eine Silbenschrift mit knapp über 90 Silbenzeichen und ca. 150 Logogrammen bzw. Piktogrammen (Einzelzeichen mit Wortbedeutung). Von 73 Silbenzeichen steht der Lautwert fest, von einigen weiteren ist er mehr oder weniger allgemein akzeptiert, von einigen jedoch unbekannt. Die Linearschrift B stammt von der noch nicht entzifferten Linearschrift A ab, die für die nicht verwandte minoische Sprache verwendet wurde. Der griechische Lautstand lässt sich mit dieser Schrift nur ungenau wiedergeben, da die Zeichen entweder bloße Vokale oder Silben mit dem Lautwert Konsonant + Vokal repräsentieren. Nur in einigen wenigen Fällen kommt der Lautwert Konsonant + Konsonant + Vokal vor. Konsonantenhäufungen können daher in der Regel schlecht, Konsonanten im Silbenauslaut gar nicht wiedergegeben werden: Das Wort für „Stall“, *stathmos, wurde ta-to-mo (𐀲𐀵𐀗) geschrieben. Außerdem wird weder zwischen r und l noch zwischen stimmhaften (z. B. b), stimmlosen (z. B. p) und aspirierten (z. B. ph) Verschlusslauten unterschieden.
Die Ungenauigkeit der Schrift erschwert die Lesung der mykenischen Texte. Beispielsweise kann das Wort pa-te (𐀞𐀳) entweder für *pantes („alle“) oder *patēr („Vater“) stehen.
Von den späteren griechischen Dialekten unterscheidet sich das Mykenische in phonologischer Hinsicht:
1. Urgriech. *ā ist erhalten geblieben (myk. da-mo /dāmos/ 'Gemeinde': gr. δῆμος (dor. δᾶμος) 'Volk, Gemeinde'; myk. a-ta-na /Atānā/ 'Athene': gr. Ἀθήνη)
2. Vokalkontraktionen sind noch nicht eingetreten (myk. do-e-ro /do(h)elos/ 'Diener': gr. δοῦλος)
3. Urgriech. *u̯ ist erhalten geblieben (myk. wa-na-ka /wanaks/ 'Herr(scher)': gr. ἄναξ; myk. ko-wo /korwos/ 'Jüngling': gr. att. κόρος, ion. κοῦρος)
4. Die urgriech. Labiovelare sind in der Regel erhalten geblieben (-qe /-ku̯e/ 'und': gr. τε; myk. (nom.pl.) a-pi-qo-ro /ampiku̯oloi/ 'Dienerin': gr. ἀμφίπολος)

## Das mykenische und das klassische Griechisch im Vergleich
Das mykenische Griechisch ist wesentlich altertümlicher als das klassische Griechisch und steht der indogermanischen Ursprache näher:
- Die Labiovelare sind noch erhalten und werden in der Linear-B-Schrift mit dem Zeichen für q wiedergegeben
  - Beispiel: mykenisch qa-si-re-u (𐀣𐀯𐀩𐀃), qo-u (𐀦𐀄), qe (𐀤) gegenüber altgriechisch βασιλεύς basileus („König“), βοῦς bous („Rind“), τε te („und“)
- Der w-Laut (Digamma) ist noch erhalten. Im Altgriechischen ist er in den meisten Dialekten geschwunden.
  - Beispiel: mykenisch we-ko (𐀸𐀒), e-ra-wa (𐀁𐀨𐀷) gegenüber altgriechisch ἔργον ergon („Werk“), ἐλαία elaia („Olive“)

Die Sprache Homers steht dem mykenischen Griechisch in mancher Hinsicht näher.
- Formenlehre: Der Genitiv der o-Deklination endet auf -o-jo bzw. -οιο
- Wortschatz: Mykenisch wa-na-ka (𐀷𐀙𐀏), bei Homer ἄναξ anax („Fürst“)

Seit der Dorischen Wanderung wurde in den meisten früher mykenischen Gebieten der dorische Dialekt gesprochen. Nur in Arkadien und auf Zypern hielt sich der arkadisch-kyprische Dialekt, der dem mykenischen Griechisch nahesteht.